# جامعة بيتون-كوكمان
جامعة بيتون-كوكمان (B-CU) هي جامعة خاصة للسوداء التاريخية في دايتونا بيتش، فلوريدا . يوجد مبنى الإدارة الرئيسي، والقاعة البيضاء، وماري ماكلويد بيثون هوم في السجل الوطني للأماكن التاريخية. على الرغم من اعتمادها، في يونيو 2018، تم وضع الجامعة تحت المراقبة من قبل مبعوثها الإقليمي.

## التاريخ

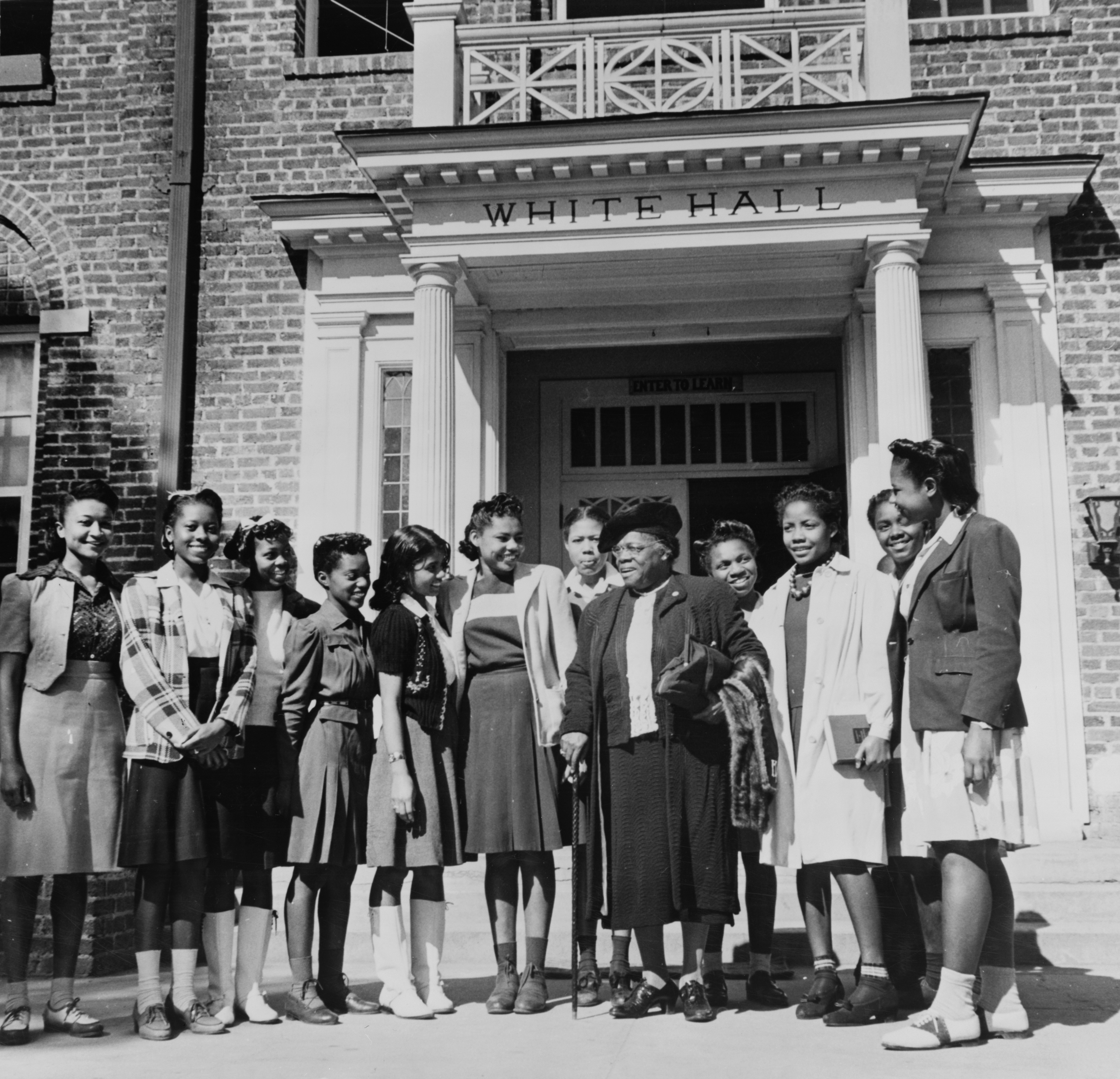
ماري ماكلويد بيثون مع مجموعة من الطلاب في عام 1943

قامت ماري ماكلويد بيثون بتأسيس مدرسة دايتونا التعليمية والصناعية للبنات الزنوج عام 1904. في البداية، التقى الطلاب الأوائل في منزل جون هنري وأليس سميث ويليامز.  خضعت المدرسة لعدة مراحل من النمو والتنمية على مر السنين. في عام 1923، اندمجت مع معهد كوكمان في جاكسونفيل، فلوريدا، وهي مؤسسة تأسست أصلاً في عام 1872، وأصبحت مدرسة ثانوية مختلطة. وبعد عام في عام 1924، أصبحت تابعة للكنيسة الميثودية المتحدة . بحلول عام 1931 أصبحت المدرسة كلية صغار.

## روابط خارجية
- الموقع الرسمي
- موقع بيثون-كوكمان لألعاب القوى